# Ceraclea corbeti
Ceraclea corbeti là một loài Trichoptera trong họ Leptoceridae. Chúng phân bố ở vùng nhiệt đới châu Phi.